# Jean de Croÿ

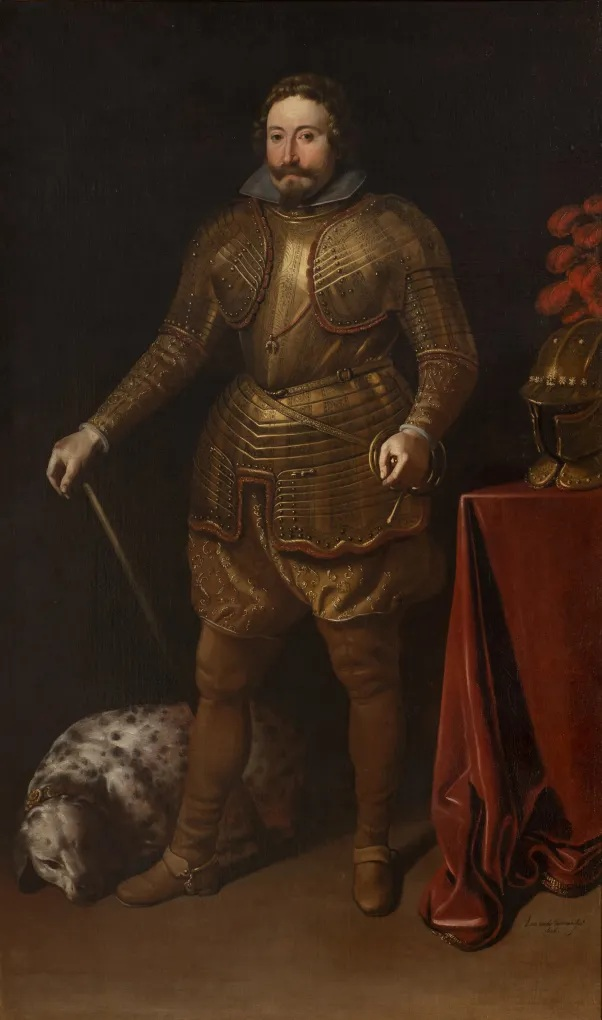
Juan van der Hamen y León, Jean de Croÿ, II Comte de Solre, 206 × 120 cm, Öl auf Leinwand, 1626, Privatsammlung.

Jean de Croÿ, auch Jean de Croy, II. Comte de Solre, Baron de Molembaix et Beaufort (* 1588; † 1638) war ein spanischer Politiker, Feldherr und Kunstsammler.

## Leben
Jean de Croÿ war der älteste Sohn von Philippe de Croÿ (1562–1612) und dessen erster Frau Anne de Beaufort. Er diente als Gentilhombre de Cámara dem Erzherzog der Spanischen Niederlande, Albrecht VII. von Habsburg, und war Kapitän der Brüsseler Infanterie. Er war im Herzogtum Burgund gut vernetzt und festigte seine Position in dieser Region durch die Heirat mit seiner entfernten Cousine Marie-Jeanne de Lalaing. Dame de Condé et Bailleul, Baronne de Montigny im Jahr 1608. Da ihre Mutter die zweite Frau von Philippe de Croÿ war, waren die beiden im selben Haushalt aufgewachsen. 1614 wurde Jean de Croÿ zum Mitglied des Orden vom Goldenen Vlies gewählt und am 27. April 1615 vom Erzherzog eingeführt.
Nach seiner Dienstzeit in den Niederlanden folgte er auf seinem Onkel, dem Marqués de Falces, als Kapitän der Garde der flämischen Bogenschützen in Madrid. Er wurde am 8. Mai 1624 in dieser Position vereidigt. In der Folge veränderte er bis 1626 die Regeln der Garde. Zudem war er seit seiner Rückkehr nach Spanien Mitglied im Rat für innere Angelegenheiten. In dieser Funktion wurde er am 17. Juni 1627 ehrenhalber zum Gentilhombre de la Cámara des Königs ernannt. Da Jean de Croÿ ein verlässlicher Verbündeter für Gaspar de Guzmán, Conde de Olivares war, wurde er 1628 in den Rat für die Niederlande unter dem Vorsitz von Diego Mexía Felípez de Guzmán berufen. De Croÿ wurde auf diplomatische Missionen nach Polen, Frankreich, ins Heilige Römische Reich und in die Niederlande entsandt.
In Madrid lebte Jean de Croÿ, der Comte de Solre in einem großen Haus mit Garten in der Calle de Alcalá, das zuvor seinem Onkel gehört hatte. De Croÿ war ein begeisterter Gartenliebhaber und besaß neben dem an seinem Haus auch einem am Ufer des Manzanares, der Huerat de Sorá hieß. Für sie erwarb er seltene Pflanzen. 1638 verstarb der Comte de Solre.

## Kunstsammlung

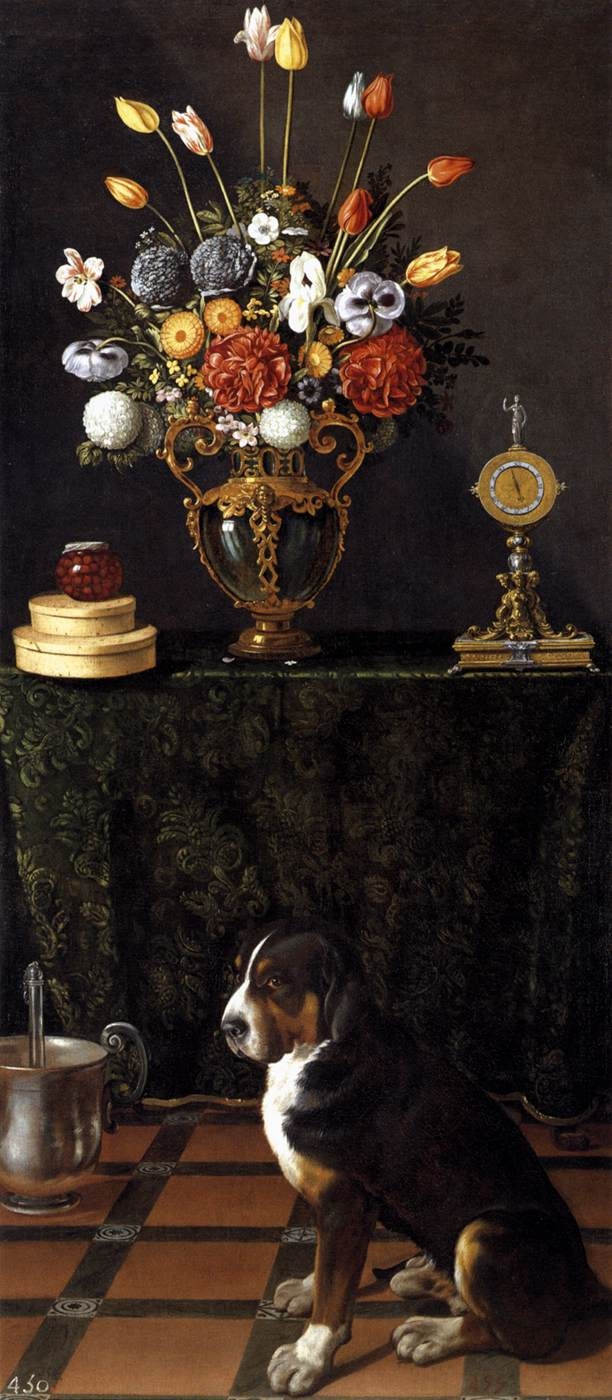
Juan van der Hamen y León, Stilllebenpaar mit Hund und ballspielenden Welpen, 228 × 95 cm, Öl auf Leinwand, 1620er-Jahre, Museo del Prado in Madrid

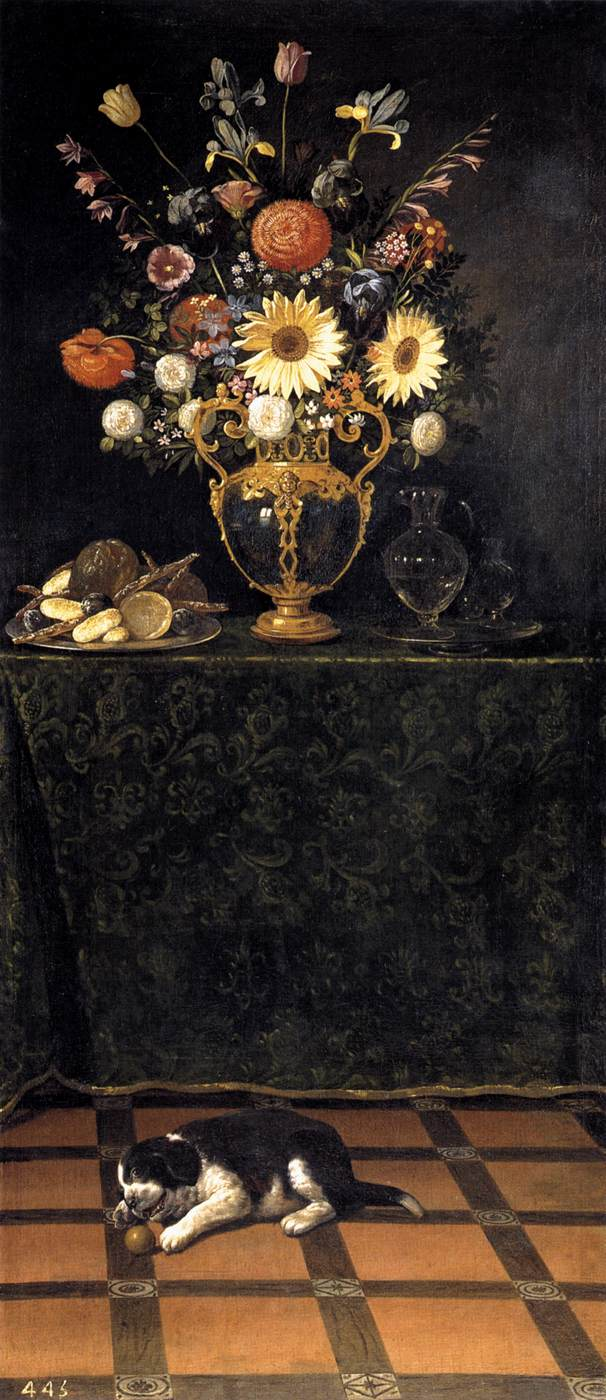
Juan van der Hamen y León, Stilllebenpaar mit Hund und ballspielenden Welpen, 228 × 95 cm, Öl auf Leinwand, 1620er-Jahre, Museo del Prado in Madrid

Die große Kunstsammlung des Comte de Solre wurde nach seinem Tod im Jahr 1638 von Felix Castello und Felipe Diricksen, einem Maler, der Mitglied der flämischen Garde der Bogenschützen war, inventarisiert. In dem von ihnen aufgestellten Inventar waren nur wenige Gemälde zugeschrieben, aber es gibt Aufschluss über den Umfang und die Schwerpunktsetzung der Sammlung. Im Haus von Jean de Croÿ hingen 150 Gemälde, von denen nur sechs religiöse Themen zeigten. Weitere Gemälde hingen in seinem Gartenpavillon, wo er zudem Silber- und Vermeil-Services aufbewahrte. Die Hälfte der Sammlung bestand aus Landschaften, die ein ziemlich neues Genre in Spanien waren. Daneben besaß der Comte de Solre verschiedene Stillleben, Genrebilder, Allegorien und Gemälde, die die antiken Götter zeigten. Ungewöhnlich ist, dass das Inventar kein einziges Porträt enthält. Dies ist eigentlich für eine Person mit einer solchen Stellung am Hofe, wie sie Jean de Croÿ innehatte, nicht wahrscheinlich. Andere Sammlungen im Madrid dieser Zeit, die auch so säkular ausgerichtet waren, umfassten eine Vielzahl von Porträts. Wenn das Inventar der Sammlung de Croÿs vollständig ist, dann muss sich das große Porträt, das Juan van der Hamen y León von ihm angefertigt hatte, im Besitz eines anderen Familienmitgliedes befunden haben.
Die herausragende Qualität der Sammlung von Jean de Croÿ wird dadurch unterstrichen, dass der spanische König 28 von 151 Bildern erwarb, darunter Gemälde von Jan Brueghel dem Älteren, Paul de Vos, Peter Paul Rubens, Frans Snyders und anderen. Der König erwarb aus dieser Sammlung auch die zwei hochformatigen Stillleben von Juan van der Hamen y León, die wahrscheinlich eine Tür rahmten oder sogar auf deren Flügeln angebracht waren. Die beiden Gemälde fallen in ihrer Individualität aus den sonstigen durch Kompositionsschemata bestimmten Stillleben dieses Malers heraus. Juan van der Hamen war dem Comte de Solre wahrscheinlich enger verbunden und durfte Pflanzenstudien in dessen Gärten vornehmen. In der Sammlung de Croÿ befanden sich zudem einzelne kleine Fruchtstillleben, die mit ihrer Preisansetzung zwischen 100 und 150 Reales wahrscheinlich ebenfalls von van der Hamen, jedoch mit Sicherheit nicht von flämischen Malern stammten.